# Перуански капуцин
Перуански капуцин (Cebus albifrons cuscinus) је подврста белочелог капуцина (Cebus albifrons), врсте примата (Primates) из породице капуцина и веверичастих мајмуна (Cebidae). Према неким изворима овај таксон је посебна врста чије је латинско научно име Cebus cuscinus.

## Распрострањење
Ареал врсте је ограничен на мањи број држава. Присутна је у следећим државама: Перу, Боливија и Бразил.

## Угроженост
Ова врста је на нижем степену опасности од изумирања, и сматра се скоро угроженим таксоном.